# Argyresthia maculosa
Argyresthia maculosa is een vlinder uit de familie van de pedaalmotten (Argyresthiidae). De wetenschappelijke naam van de soort werd in 1874 gepubliceerd door Johan Martin Jakob von Tengström.